# 나는 지방대 시간강사다
《나는 지방대 시간강사다》(영어: I am a part-time instructor)는  김민섭이 2014년 시간강사, 특히 지방대학 시간강사의 노동 현실을 알리기 위해 쓴 수필집이다.

## 배경
김민섭은 2008년 봄부터 연세대학교 원주캠퍼스에서 대학원 조교로 일하며 법정 최저시급도 보장해주지 않는 현실에 말못할 분노를 느꼈다. 2014년 9월부터 시간강사의 열악한 노동 환경을 폭로하는 《나는 지방대 시간강사다》를 오늘의유머와 슬로우뉴스에 '309동1201호'라는 필명으로 연재하였다. 누리꾼의 폭발적인 반응에 힘입어 2015년 11월 동명의 책이 출간되었다.

## 반응
《나는 지방대 시간강사다》의 조회수는 200만이 넘어가며 맥도날드 '알바'만도 못한 시간강사의 처우 문제에 사회적 관심을 크게 불러 일으켰다. 중앙대학교 김누리 교수는 "학문 세계에 들어온 자가 처음 경험하는 것이 불의와 부조리라면, 처음 느끼는 것이 자괴감과 후회라면, 그 나라의 학문은 이미 죽은 것이다"며 대학계의 자성을 촉구했다. 그러나 곧 김민섭은 내부 고발자로서 동료들의 거센 비난을 받았고 2015년 12월 시간강사를 그만두었다.